# 覆瓦蓟
覆瓦蓟（学名：Cirsium leducei）为菊科蓟属的植物，是中国的特有植物。分布在中国大陆的广东、贵州、云南、广西等地，生长于海拔500米至1,500米的地区，多生在山坡林下、林缘或草地，目前尚未由人工引种栽培。